# Actinidia rubricaulis
Actinidia rubricaulis är en tvåhjärtbladig växtart som beskrevs av Stephen Troyte Dunn. Actinidia rubricaulis ingår i släktet aktinidiasläktet, och familjen Actinidiaceae. Utöver nominatformen finns också underarten 